# Carnival Ride
Albums de Carrie Underwood
Some Hearts
(2005) Play On
(2009)
Singles
*All-American Girl

*Last Name

*Just a Dream

Carnival Ride est le 2e album studio de Carrie Underwood.

## Critiques
Les avis sur Carnival Ride ont été généralement positifs. Sur la base de musique Metacritic, il a reçu une note moyenne de 72 sur 100.
La critique de l'album sur AllMusic lui a donné 4 étoiles sur 5, à égalité avec ce qu'ils ont donné pour son premier album. Le site a classé l'album comme « country totalement contemporaine » et a déclaré « Ce qui est remarquable au sujet de Carnival Ride est que c'est plus intense que Some Hearts ». Ils ont également salué l'album pour avoir « l'apparence d'un cœur sincère, quelque chose qu'aucun autre grand album de country-pop n'a eu depuis Come on Over de Shania Twain ».
USA Today a également fait l'éloge de l'album pour sa polyvalence en disant « Les chansons d'appel de la vulnérabilité (You Won’t Find This), de l'urgence (Flat on the Floor), de la sympathie (Crazy Dreams, l'humour (The More Boys I Meet, le slogan qui fait « Plus j'aime mon chien ») et l'extrême le jeu de rôle (Last Name, saga d'une qui se transforme en un impulsif mariage à Las Vegas ».
Le Boston Herald a donné à l'album un B, et a déclaré « Carrie Underwood gère assez mal l'occasion d'éviter l'emporte-pièce, surtout avec les curieux arrangements banjo de Get Out of This Town et Just a Dream (au sujet d'une jeune veuve de guerre) »

## Pistes
| 1.    | Flat On The Floor    | Ashley Monroe, Brett James                    | 3:18 |
| 2.    | All-American Girl    | Ashley Gorley, C.Underwood, Kelley Lovelace   | 3:32 |
| 3.    | So Small             | Luke Laird, Hillary Lindsey, Carrie Underwood | 3:47 |
| 4.    | Just A Dream         | G. Sampson, Steven McEwan, Hillary Lindsey    | 4:44 |
| 5.    | Get Out Of This Town | G. Sampson, McEwan, Hillary Lindsey           | 3:03 |
| 6.    | Crazy Dreams         | George Barry Dean, Troy Verges, C.Underwood   | 3:36 |
| 7.    | I Know You Won't     | Wendell Mobley, Neil Thrasher, Steven McEwan  | 4:19 |
| 8.    | Last Name            | Luke Laird, Hillary Lindsey, Carrie Underwood | 4:01 |
| 9.    | You Won't Find This  | Cathy Dennis, Tom Shapiro                     | 3:19 |
| 10.   | I Told You So        | Randy Travis                                  | 4:17 |
| 11.   | The More Boys I Meet | Scott Kennedy, McEwan                         | 3:33 |
| 12.   | Twisted              | Brett James, Luke Laird, Hillary Lindsey      | 3:56 |
| 13.   | Wheel Of The World   | Hillary Lindsey, Chris Lindsey, Aimee Mayo    | 4:42 |
| 14.   | Temporary Home       | C. Underwood, Laird, Zac Maloy Bright         | 4:30 |
| 50:06 |                      |                                               |      |

## Certifications
| Pays              | Certification | Unités certifiées |
| ----------------- | ------------- | ----------------- |
| États-Unis (RIAA) | 4 × Platine   | 4 000 000         |